# Лисберг (Виргиния)
Лисберг (англ. Leesburg) — город и административный центр округа Лаудон в Виргинии в Соединённых Штатах Америки. 
По данным переписи 2020 года, население составляло 48 250 человек; это крупнейший инкорпорированный город округа.

## История
В доколумбову эпоху на территории, где сейчас построен Лисберг, и вокруг неё проживало множество различных индейских племён. Один из основных индейских маршрутов между севером и югом проходил через эти земли и стал позднее называться Old Carolina Road, а в настоящее время вдоль него построена скоростная автомагистраль US 15. По словам местных краеведов, в 1720—1730-х годах около нынешнего Лисберга произошло решающее сражение между враждующими племенами катоба и ленапе, ни одно из которых не проживало в этом районе.

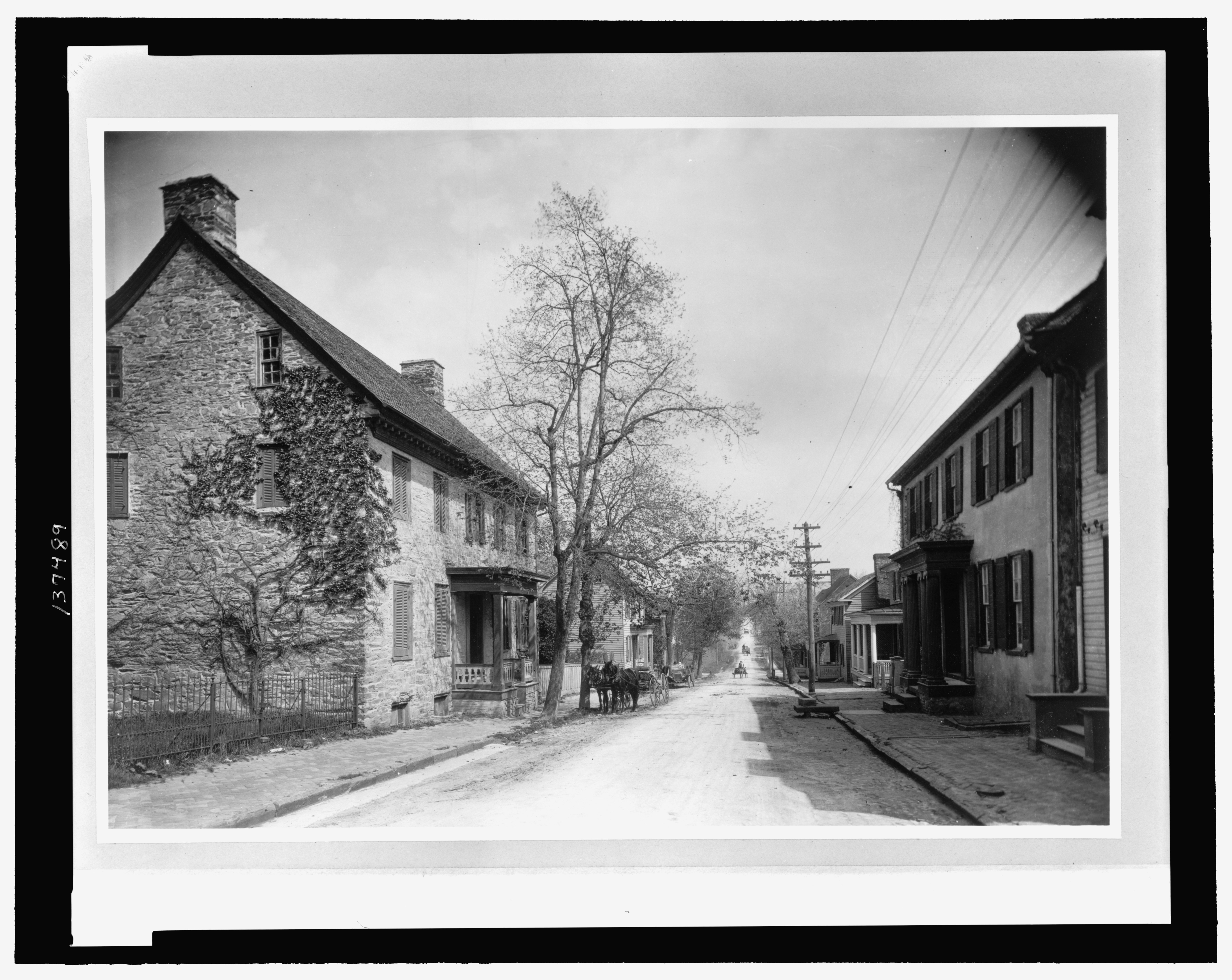
Лисберг
(фотография 1910 года)

Примерно в то же время здесь появилось первое европейское поселение, когда плантаторы из Тайдуотера перебрались в этот район с юга и востока, основав крупные фермы и плантации. Колонист Николас Майнор окрестил немногочисленную группу зданий вокруг своей таверны «Джордж-тауном» в честь правящего монарха Великобритании. Благосостояние колонии заметно улучшилось, когда в 1757 году Британский колониальный совет приказал основать здание окружного суда.
Посёлок был построен по традиционному виргинскому плану из шести перекрещивающихся улиц. 12 октября 1758 года Генеральная ассамблея Виргинии основала город Лисберг на 60 акрах (0,24 км2) земли.
По сей день ведутся споры о том, в честь кого был назван город. Одни утверждают, что в честь влиятельного члена вирджинской Палаты бюргеров Томаса Ли, другие, что в честь его сына Фрэнсиса Лайтфута Ли, который внёс законопроект об основании города. Когда в Лисберге в 1803 году было основано почтовое отделение, филиал был назван «Leesburgh»; буква «h» в конце слова сохранялась до 1894 года.
Во время Англо-американской войны 1812—1815 годов Лисберг служил временным убежищем для правительства Соединённых Штатов и местом хранения его архивов, включая Декларацию независимости и Конституцию США, а также портреты первых американских лидеров, включая Бенджамина Франклина, когда оно было вынуждено бежать из Вашингтона перед лицом британской армии.

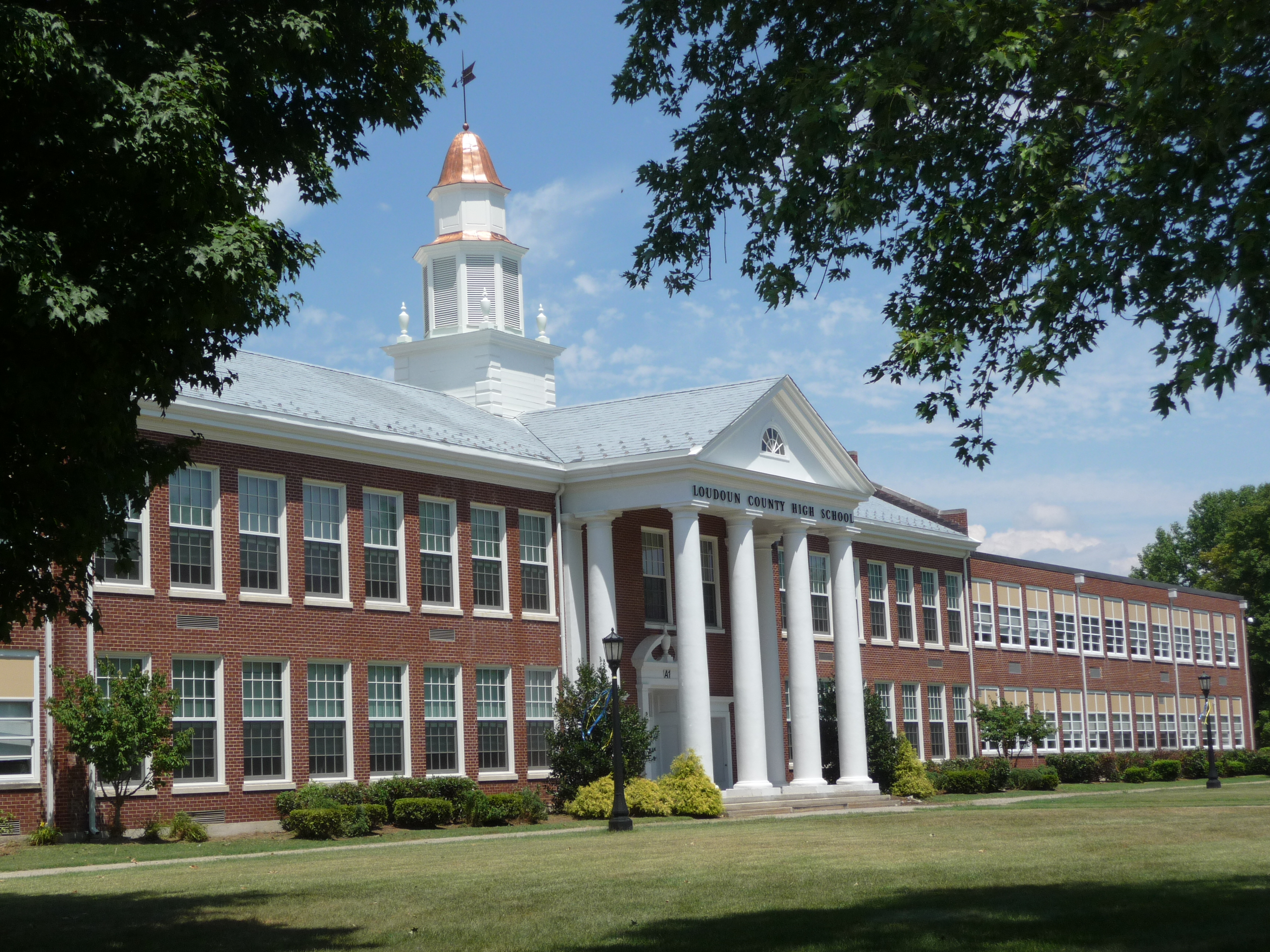
Средняя школа округа Лаудон (Лисберг)

Когда началась реконструкция Капитолия Соединённых Штатов, использовался потомакский мрамор из карьеров к югу от Лисберга.
В начале Гражданской войны в США Лисберг стал местом небольшой, но важной битвы, где армия Конфедерации одержала победу. Поле битвы, расположенное вдоль реки Потомак в трёх километрах к северо-востоку от центра города, отмечено одним из самых маленьких национальных кладбищ Америки. Город часто переходил из рук в руки в ходе войны, поскольку обе армии пересекали эту территорию во время Мэрилендской и Геттисбергской кампаний. Лисберг также служил базой для операций полковника Джона С. Мосби и его партизанских рейдеров.
В XX веке Лисберг был домом генерала Джорджа К. Маршалла, архитектора знаменитого Плана Маршалла, который помог восстановить Европу после Второй мировой войны.
В 1954 году в Лисберг открыла двери новая средняя школа округа Лаудон. Исторический район города был включён в Национальный реестр исторических мест США в 1970 году и назван одним из наиболее хорошо сохранившихся и самых живописных центров города в Вирджинии.

## География

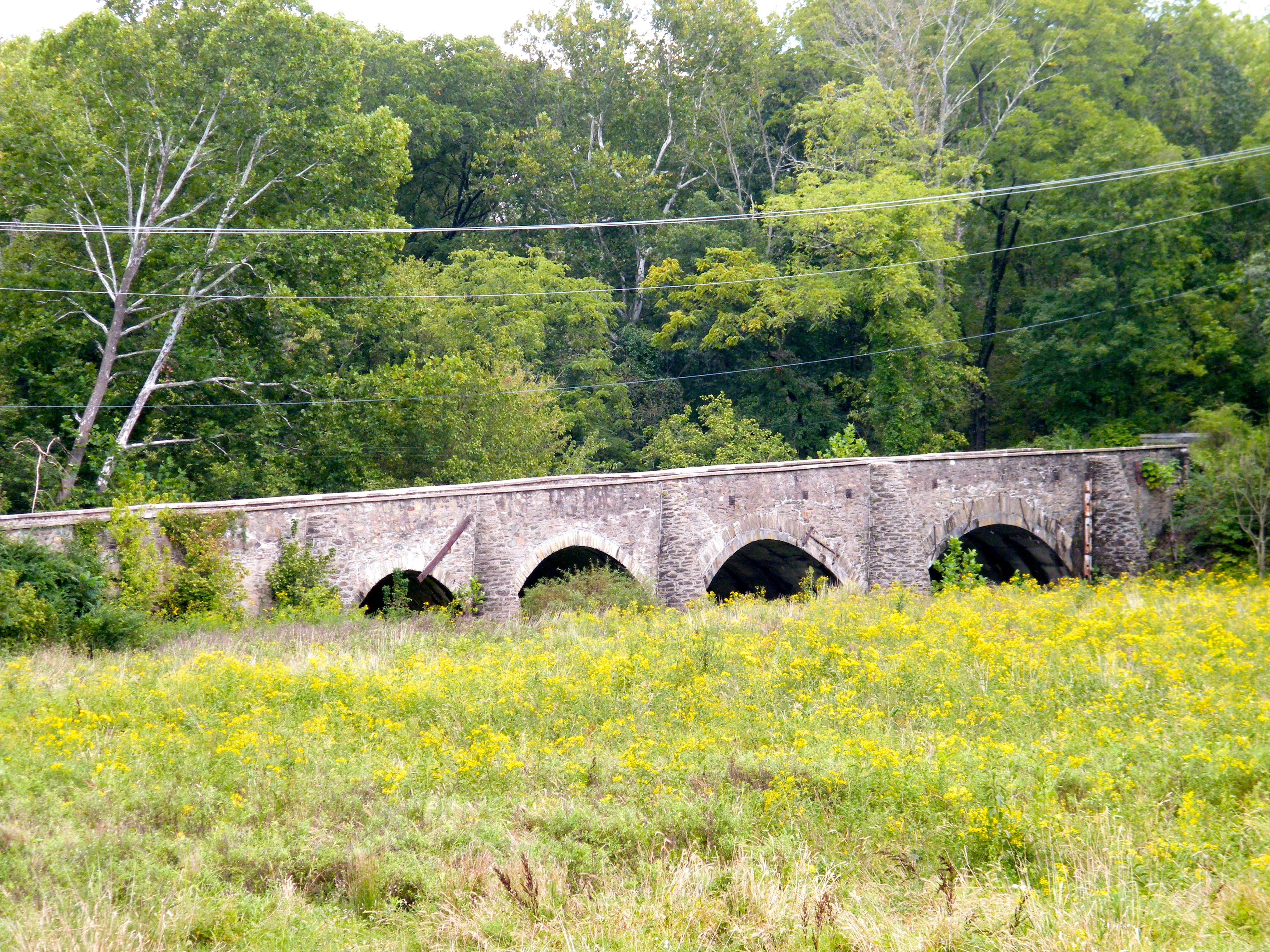
Река Гус-Крик (приток Потомака)

Лисберг является частью северного виргинского Пидмонта и находится у подножия самой восточной цепи Голубого хребта, горы Катоктин. Город находится в бассейне Калпепер (внутреннее море в юрский период) и примыкает к долине реки Потомак, так что местный рельеф менее выражен, чем в других городах виргинского Пидмонта. Высота в городе колеблется от примерно от 110 до 120 метров, при этом хребет горы Катоктин поднимается до 200 метров к западу от границ города. Городской рукав реки Тускарора-Крик проходит через центр города, протекая на восток к реке Гус-Крик, притоку Потомака.
По данным Бюро переписи населения США, общая площадь города составляет 12,4 квадратных миль (32 км2), из которых 0,06 квадратных миль (0,16 км2), или 0,54 %, приходится на воду.

## Демография
По оценкам переписи населения на 1 июля 2018 года, население Лисберга составляло 53 917 человек. Согласно переписи 2010 года, в городе проживало 42 616 человек, включая 14 441 домохозяйство и 10 522 семьи. Плотность населения составляла 3 673 человека на квадратную милю (1418/км2). В городе было 15 119 единиц жилья при средней плотности 1220,2 человека на квадратную милю (471,1/км2). Расовый состав города был следующим: 71,1% белых, 9,5% афроамериканцев, 0,4% коренных американцев, 7,1% азиатов, 0,0% жителей островов Тихого океана, 7,5% представителей других рас и 4,3% представителей двух или более рас. Испаноязычные или латиноамериканцы любой расы составляли 17,4% населения.
Из всех домохозяйств 44,4% имели детей в возрасте до 18 лет, проживающих с ними, 57,8% были супружескими парами, живущими вместе, 10,5% имели женщину-домохозяйку без мужа, и 27,1% не имели семьи. 21,1% состояли из отдельных лиц, и 4,9% имели кого-то, живущего в одиночестве, в возрасте 65 лет или старше. Средний размер домохозяйства составлял 2,93, а средний размер семьи — 3,42.
По возрасту население было следующим: 30,7% моложе 18 лет, 5,5% от 18 до 24 лет, 32,9% от 25 до 44 лет, 23,4% от 45 до 64 лет и 6,1% в возрасте 65 лет или старше. Средний возраст составлял 33,3 года. На каждые 100 женщин приходилось 95,7 мужчин. На каждые 100 женщин в возрасте 18 лет и старше приходилось 93,6 мужчин.
Средний доход домохозяйств в городе составлял $68 861, а средний доход семей — $78 111 (эти цифры выросли до $87 346 и $105 260 соответственно по оценке 2007 года). Средний доход мужчин составлял $51 267, а женщин — $35 717. Доход на душу населения в городе составлял $30 116. Около 2,4% семей и 3,6% населения находились за чертой бедности, включая 3,8% тех, кто моложе 18 лет, и 8,2% тех, кто в возрасте 65 лет и старше.

## Транспорт
Основными автомагистралями, обслуживающими Лисберг, являются федеральное шоссе US 15, шоссе штата Виргиния VA 7 и VA 267.
Живший в городе радиоведущий Артур Годфри пожертвовал землю для первого аэропорта города, который сейчас выполняет только чартерные рейсы. Регулярное авиационное сообщение налажено в более крупных городах штата. Регулярные автобусные рейсы осуществляет преимущественно компания Loudoun County Transit.